# 古林英一
古林 英一（ふるばやし えいいち、1958年 - ）は、日本の経済学者・水産学者・環境学者。農学博士（京都大学）。北海学園大学教授。兵庫県尼崎市出身。

## 略歴
1982年、京都大学農学部水産学科卒業。1987年、同大学院農学研究科農業経済学専攻博士課程中退。1987年、南九州大学園芸学部専任講師。1992年1月、京都大学で「魚類養殖業の経済的研究」で農学博士の学位を取得。1992年、南九州大学園芸学部助教授。1993年、北海道大学水産学部専任講師。1995年、同水産学部助教授。1999年5月、漁業経済学会奨励賞受賞。2000年、北海学園大学経済学部教授。2011年12月、日本ウマ科学会学会受賞。2018年同経済学部長。2022年同大学院経済研究科長。
この他に、NPO法人とかち馬文化を支える会理事や、一般社団法人北海道自然保護協会常務理事などを兼職。

## 研究
専門は、農業経済学、水産経済学、環境経済学。特に、食料生産論や消費の過程で発生する産業廃棄物の経済的研究。近年は、公営競技論やばんえい競馬やホッカイドウ競馬を経済学者の立場から研究している。

## 主な著書
- 堀口健治ほか共編『日本漁業の経済分析　縮小と再編の論理』（分担執筆、農林統計協会、1992年）
- 八木庸夫編『漁民 その社会と経済』（分担執筆、北斗書院、1992年）
- 南九州大学農業経営学科編『国際時代の地域農業の諸局面』（分担執筆、農林統計協会、1996年）
- 地域農業学会編『漁業考現学 21世紀への発信』（分担執筆、農林統計協会、1998年）
- 『環境経済論』（日本経済評論社、2005年）
- 佐野雅昭ほか共編『ポイント整理で学ぶ水産経済』（分担執筆、北斗書院、2008年初版/2009年第2版）
- 『現代社会は持続可能か 基本からの環境経済学』（日本経済評論社、2013年）
- 『ばんえい競馬今昔物語』（クナウママガジン、2019年）